# 本格推理委員会
『本格推理委員会』（ほんかくすいりいいんかい）は、日向まさみちの小説。また、作中に登場する探偵のように事件を解決する委員会のこと。木ノ花学園の在学生と理事長で構成されており、学園内の事件を調査する。

## 概要
日向まさみちのデビュー作で、第1回ボイルドエッグス新人賞受賞作。2004年7月に産業編集センターより出版され、2006年12月には角川書店より文庫版が出版されている。イラストは壱河きづく。
ミステリーの形をとりながら、ライトノベル的要素も強く、作者自身もライトノベルであることを認めている。

## 登場人物

### 本格推理委員会
城崎修（きのさき しゅう）
主人公。木ノ花学園高等部1年生。委員会内では使い走りとしてビデオカメラでの撮影などを行う。冒険家の父と小説家の母を持つ普通の高校生。小学部の頃は探偵に憧れていたが、ある事件の影響で夢を捨てる。身長180cm、「犯罪者面」とからかわれる容貌だが、料理がうまい。また周りからは「兄貴」・「お兄ちゃん」とよく言われる。
木下椎（きのしたしい）
必ずあたってしまう勘を持ち、テストの選択問題はいつも全問正解。妹の梢とは正反対でガサツな性格であり、ところ構わず寝てしまう。関西弁で喋る。カレーは辛ければ辛いほどいい味覚の持ち主。納豆が大嫌い。かなりのロリコン。修とは幼馴染で小学部以来ずっと同じクラス。
桜森鈴音（さくらもり すずね）
本格推理委員会委員長兼調理部部長。あざみによって様々な知識を詰め込まれた。
楠木菜摘（くすのきなつみ）
拳法道場の娘で、祖父が警視総監だったため英才教育を受けて育ってきた。空手部部長でもある。椎と同じくかなりのロリコン。
木ノ花あざみ（このはな あざみ）
木ノ花学園の理事長兼校医。形式ばったものが嫌いで、理事長と呼ばれることを嫌う。スタイル抜群。鉄製のマイクスタンドを素手でへし折れる。小学部に広まった怪談を利用して、生徒たちの抱えている問題の解決を図る。
ミア
修の妹。大道芸人を目指している。
藤井美咲（ふじい みさき）
木ノ花学園小学部6年生。大人っぽく見られたいがために伊達眼鏡をかけている。母親を亡くした影響で幽霊を強く信じるようになる。
一ノ瀬杏子（いちのせ あんず）
美咲の親友でいつも2人で行動している。
森川早苗（もりかわ さなえ）
木ノ花学園小学部の音楽教師。あざみと加奈とは木ノ花学園小学部時代の親友の間柄。加奈に怪我をさせてから、そのことで悩み続ける。音楽学校に行ってからは2人とは疎遠になる。
菅原雅（かんばら みやび）
木ノ花学園小学部6年生。無表情。
二ノ宮加奈（にのみや かな）
故人。早苗、あざみとは木ノ花学園小学部時代から親友だった。病弱だったためピアノに打ち込み、コンクールで優勝したこともある。しかし、怪我をして音楽教師の夢をあきらめる。高等部1年生のとき、周りの反対を押し切って結婚した。

### その他の登場人物
風間虎之介（かざま とらのすけ）
通称虎スケ。修とは中等部からの付き合い。黙っていれば美少年だが、セクシャルな言動のせいであまりモテない。菜摘に憧れて空手部に入部する。
菊池響（きくち ひびき）
通称響サン。虎スケと同じく修とは中等部からの付き合い。いつでも冷静沈着でどんなこともあっさりこなしてしまう天才肌。空手部に所属。
木下梢（きのした こずえ）
木ノ花学園中等部に通う椎の妹。姉とは正反対でクールな性格で、姉のスキンシップを嫌がっている。姉とは違って標準語を話す。

## 木ノ花学園
凡人の幻想・妄想などをはるかに超える大富豪「木ノ花グループ」の資産のほんの一部。